# Sculptures de Vénus
 (septembre 2023).
Le contenu est difficilement compréhensible vu les erreurs de traduction, qui sont peut-être dues à l'utilisation d'un logiciel de traduction automatique.
Cette page montre, par ordre chronologique des sculptures réalisées en différents matériaux, tels que marbre ou bronze, de la déesse Vénus — l'équivalent romain de la déesse grecque Aphrodite.
Ces sculptures suivent la tradition établie par la Vénus genitrix ou par l'Aphrodite pudique, comme lAphrodite de Cnide de Praxitèle, ou lAphrodite du Capitole — qui recouvre partiellement la nudité de son corps — ou la demi-nudité de la Vénus callipyge, de la Vénus d'Arles ou de la Vénus de Milo.
Ses attributs habituels sont la pomme de Pâris à la main — le bras tendu — ou le bouclier et la lance pointe en bas (parfois traduit comme un sceptre).
Représentations ou évocations à l'ère moderne : la Vénus Victrix (ou Vénus à la pomme) de Bertel Thorvaldsen (1805) (Copenhague, Musée Thorvaldsen), la Vénus Victrix de Horatio Greenough (1840) (Athénée de Boston) et la Vénus Victrix d'Auguste Renoir et de Richard Guino (vers 1916).

## Liste des sculptures
| Title                    | œuvre | Artiste               | Époque                                                            | Matérial                               | Mesures             | Ubication                                          | Notes |
| ------------------------ | ----- | --------------------- | ----------------------------------------------------------------- | -------------------------------------- | ------------------- | -------------------------------------------------- | --- |
| Aphrodite de Cnide       |       | D'après Praxitèle     | copie d'époque romaine                                            |                                        |                     | Palais Altemps, Rome                               | Une des premières œuvres du grec Praxitèle (vers 400-360 av. J.-C.). C'est la seconde représentation connue de la nudité complète d'une femme dans la grande statuaire grecque (la Léda de Timothéos la précède). Le Musée du Prado possède une copie de la tête, en marbre, qui provient des Collections royales.            |
| Aphrodite du Capitole    |       |                       | IIIe siècle av. J.-C.-IIe siècle av. J.-C. (époque hellénistique) |                                        |                     | Musées du Capitole, Rome                           | |
| Vénus genitrix           |       |                       | IIe siècle av. J.-C.                                              |                                        |                     | Louvre, Paris                                      | Considéré une copie romaine du bronze du sculpteur et orfèvre Callimaque, Ve siècle av. J.-C. |
| Vénus callipyge          |       |                       | IIe siècle av. J.-C.-Ier siècle av. J.-C.                         |                                        |                     | Musée archéologique national de Naples             | |
| Vénus de Milo            |       |                       | 130-100 av. J.-C.                                                 |                                        | 203 cm              | Louvre, Paris                                      | La statue représente Aphrodite, au sortir du bain et parée de ses bijoux, se regardant dans le bouclier d’Arès. Copie dans le style hellénistique de l’Aphrodite de Corinthe, original en bronze du IVe siècle av. J.-C. |
| Aphrodite de Ménophantos |       | Ménophantos           | Ier siècle av. J.-C.                                              |                                        |                     | Musée national romain, Rome                        | |
| Vénus de Médicis         |       |                       | Ier siècle av. J.-C.                                              |                                        |                     | Musée des Offices, Florence                        | La déesse est représentée comme surprise au moment où elle émerge des flots, ainsi que l'évoque le dauphin à ses pieds. |
| Vénus d'Arles            |       |                       | Fin Ier siècle av. J.-C.                                          | Marbre de l'Hymette                    | 1,94 m              | Musée du Louvre, Paris                             | Probablement une copie de l’Aphrodite de Tespias de Praxitèle. Dégagée en 1651, lors de la fouille des vestiges romains, proches du théâtre antique d'Arles. |
| Vénus de l'Esquilin      |       |                       | Vers 50 apr. J.-C.                                                |                                        |                     | Musées du Capitole, Rome                           | |
| Vénus de Badalone        |       |                       | Ier                                                               | Marbre                                 |                     | Musée de Badalone                                  | Trouvée en 1934 lors de fouilles à Badalone sous la Seconde République espagnole. |
| Vénus de Townley         |       |                       | Ier ou IIe siècle apr. J.-C.                                      | Marbre de l'île de Marmara (Proconeso) | 2,14 m de hauteur   | British Museum                                     | Trouvée en 1775 à Ostie, arriva au musée en 1805 et présente quelques ressemblances avec la Vénus d'Arles. |
| Aphrodite Sosandra       |       |                       | IIe siècle apr. J.-C.                                             | Marbre                                 |                     | Musée archéologique national de Naples             | Réalisée par le sculpteur Calamis en bronze, en 460 av. J.-C. environ. Célèbre dans l'Antiquité, cette archaïque sculpture n'est connue que par des tardives copies en marbre, d'époque romaine. Son corps est entièrement recouvert du péplum. Une tête d'Aphrodite Sosandra (IIe siècle apr. J.-C.) est au Musée du Louvre. |
| Vénus de Capoue          |       |                       | Vers 117-138 apr. J.-C.                                           |                                        |                     | Musée archéologique national de Naples             | La statue représente Vénus écrivant sur un bouclier. Adaptation d'époque romaine du type grec classique de l'Aphrodite de Corinthe. |
| Vénus callipyge          |       | François Barois       | 1683-1686                                                         |                                        |                     | Louvre, Paris                                      | |
| Vénus à la pomme         |       | Bertel Thorvaldsen    | c. 1805                                                           |                                        |                     | Louvre-Lens, Lens                                  | |
| Vénus Victrix            |       | Antonio Canova        | 1805-1808                                                         | Marbre de Carrare                      | 92 cm x 160 cm      | Galleria Borghese, Rome                            | Portrait de la sœur de Napoléon, la princesse Pauline Bonaparte Borghese. |
| Vénus Italica            |       | Antonio Canova        | 1804-1812                                                         |                                        |                     | Palazzo Pitti, Florence et Residenzmuseum, Munich. | Entre 1804 et 1812, deux versions de cette œuvre; l'une est à Palazzo Pitti et l'autre au Residenzmuseum de Munich. |
| Vénus victoriosa         |       | Pierre-Auguste Renoir | Vers 1916                                                         | Bronze                                 | 184,8x111,8x77,5 cm | Musée Soumaya à Plaza Carso                        | Auguste Renoir obtient l'aide de Richard Guino. |